# Bruna Esih
Bruna Esih (ur. 20 maja 1975 w Splicie) – chorwacka polityk, badaczka, specjalistka w zakresie kroatologii, posłanka do Zgromadzenia Chorwackiego.

## Życiorys
Absolwentka filozofii i filologii chorwackiej na Uniwersytecie w Zagrzebiu. Pracowała w instytucie badawczym Institut društvenih znanosti „Ivo Pilar”, blisko współpracując od czasu ukończenia studiów z historykiem Josipem Jurčeviciem. Kierowała organizacją pozarządową Hrvatski križni put. Zajmowała się m.in. bitwą o Vukovar oraz sprawą Bleiburga, będąc współautorką poświęconych tym wydarzeniom publikacji. Była specjalnym pełnomocnikiem prezydent Kolindy Grabar-Kitarović do spraw upamiętnienia ofiar masakry w Bleiburgu.
W przedterminowych wyborach w 2016 z ramienia Chorwackiej Wspólnoty Demokratycznej uzyskała mandat posłanki do Zgromadzenia Chorwackiego. W 2017 zorganizowała w Zagrzebiu konkurencyjną wobec HDZ listę wyborczą w wyborach lokalnych. W tym samym roku wraz ze Zlatkiem Hasanbegoviciem założyła nowe ugrupowanie Neovisni za Hrvatsku, obejmując w nim funkcję przewodniczącej.